# Hojkov
Hojkov (deutsch Hojkau, auch Hoykau) ist eine Gemeinde in Tschechien. Sie liegt 13 Kilometer westlich des Stadtzentrums von Jihlava und gehört zum Okres Jihlava.

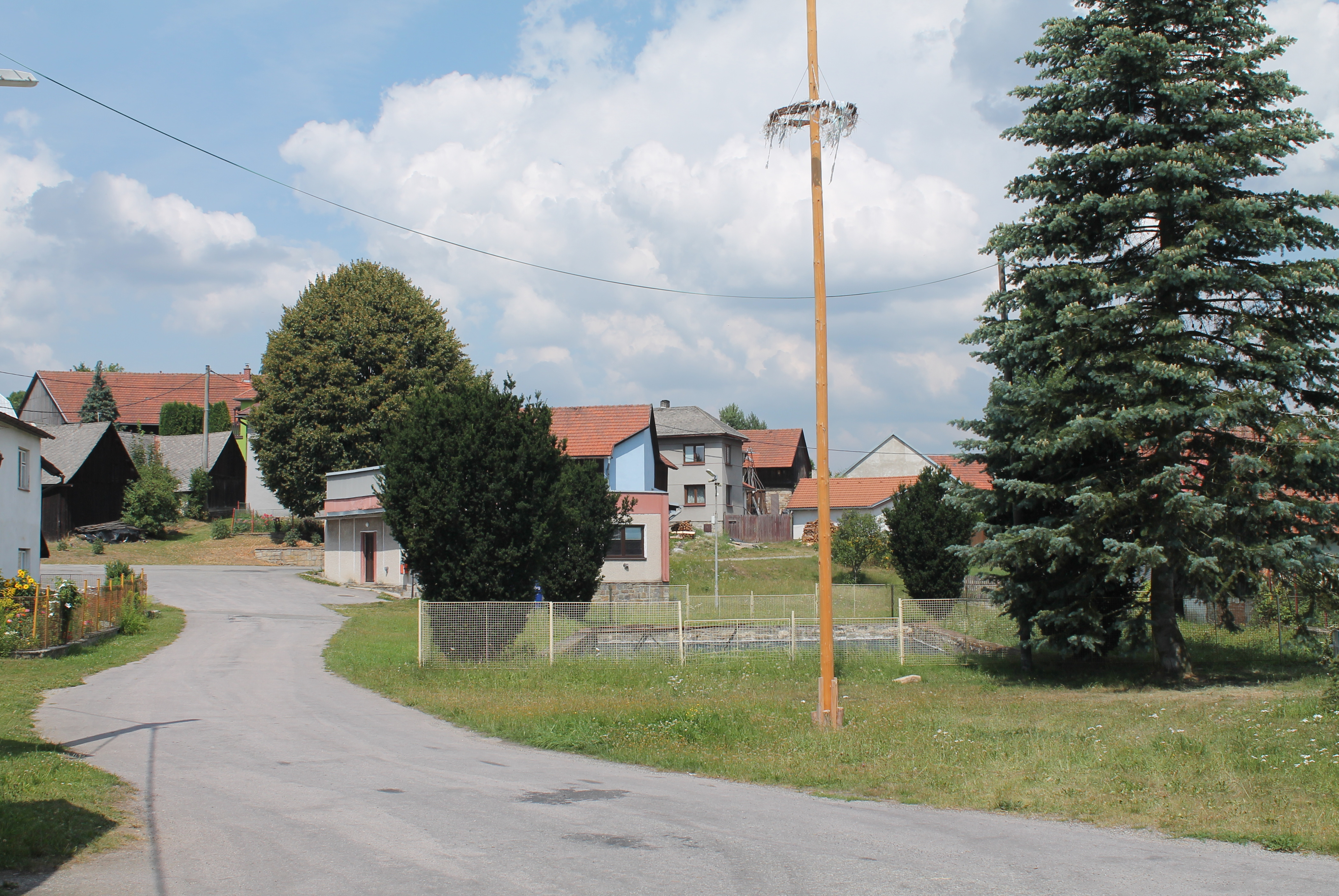
Dorfplatz in Hojkov

## Geographie
Hojkov befindet sich linksseitig über dem Tal des Baches Hojkovský potok in der Böhmisch-Mährischen Höhe am nördlichen Rande des Naturparks PP Čeřínek. Im Norden liegt der Teich Sviták. Nördlich erhebt sich der Kopec (696 m), im Osten die Březina (743 m), südöstlich der Čeřínek (Czesinek, 761 m), im Süden der Skalec (707 m), südwestlich die Mešnice (Meschnitz, 753 m) und im Nordwesten der Ve Vršku (696 m). Nordöstlich befindet sich ein Steinbruch.
Nachbarorte sind Na Rovném, Robotsko und Váchovna im Norden, Hatlíkov, Melouniště, Dušejov, Boršov und U Křížku im Nordosten, Na Bahnech und Větrov im Osten, Nový Hojkov und Hutě im Südosten, Dolní Hutě im Süden, Měšnice und Honzův Mlýn im Südwesten, Nový Rychnov und V Lomech im Westen sowie Milíčov und Na Oklice im Nordwesten.

## Geschichte
Hojkov entstand zum Ende des 13. Jahrhunderts während der Kolonisation der böhmischen Grenzgebiete zu Mähren in dem zum Bistum Prag gehörigen Gau Řečice. Benannt ist der Ort nach einem Hojek. Die erste schriftliche Erwähnung des Dorfes erfolgte im Jahre 1379. Zu dieser Zeit bestand der Rundling aus 17 Anwesen, hinzu kamen noch zwei Hegerhäuser in den bischöflichen Wäldern. Während der Hussitenkriege gelangte die geistliche Herrschaft Řečice an weltliche Herren. Von 1496 bis 1597 gehörte das Dorf den Herren von Leskovec. Diese errichteten in der Mitte des 16. Jahrhunderts in Rychnov ein Renaissanceschloss. Seit der Mitte des 16. Jahrhunderts sind zwei Mühlen nachweislich. Nach der Schlacht am Weißen Berg wurden die Güter von Jan von Říčany konfisziert und Rychnov einschließlich der zugehörigen Dörfer gelangte 1623 wieder an das Prager Bistum. Im Jahre 1829 bestand Hojkov aus 42 Häusern. Zu Beginn des 19. Jahrhunderts waren die Ansiedlungen Hatlíkov und Nový Hojkov entstanden, später kamen noch Větrov und die Einschichten Padrť und Urbanka hinzu.
Nach der Aufhebung der Patrimonialherrschaften bildete Hojkov ab 1850 eine Gemeinde im Bezirk Pelhřimov. An der Peripherie des Ortes entstand 1904 eine Schule. 1949 wurde die Gemeinde Hojkov dem Okres Jihlava-okolí zugeordnet und seit 1961 gehört sie zum Okres Jihlava.

## Ortsgliederung
Für die Gemeinde Hojkov sind keine Ortsteile ausgewiesen. Zu Hojkov gehören die Ansiedlungen Hatlíkov, Nový Hojkov und Větrov.

## Sehenswürdigkeiten
- Glockenturm am Dorfplatz
- Sühnestein
- Marterl
- Naturreservat Hojkovské rašeliniště, das Sumpfgebiet liegt südlich des Dorfes
- Naturreservat Na Skalce, südlich des Dorfes am Berg Skalec
- Naturschutzgebiet Pod Mešnici, südwestlich des Ortes